# Joan Barfoot
Joan Louise Barfoot (* 17. Mai 1946 in Owen Sound, Kanada) ist eine kanadische Schriftstellerin und Journalistin. Sie hat bis heute elf Romane veröffentlicht, darunter Abra (1978), für den sie den Books in Canada First Novel Award erhielt, Luck (2005), der für den Scotiabank Giller Prize nominiert war, und Critical Injuries, der auf der Longlist des Man Booker Prize 2002 stand. Darüber hinaus ist sie Trägerin des Marian Engel Award 1992.

## Leben
Joan Louise Barfoot wurde 1946 in Owen Sound, Ontario, als zweite Tochter des Verkäufers Robert Barfoot und seiner Frau Helen, einer Lehrerin, geboren. Ihre zehn Jahre ältere Schwester Patricia sollte später eine erfolgreiche Karriere im Bankwesen erleben. Die Familie, Nachfahren von schottisch-presbyterianischen Siedler, lebten auf einer kleinen Farm in der Nähe von Owen Sound, wo Joan Barfoot auch aufwuchs. 1951–1956 besuchte sie die Victoria Elementary School und 1957/58 die Dufferin Elementary School, bevor sie von 1960 bis 1965 das West Hill Collegiate Institute absolvierte. Als Teilzeitstudentin arbeitete sie 1965/67 als allgemeine Reporterin für The Owen Sound Sun-Times und besuchte 1966/67 die School of Journalism an der University of Western Ontario (UWO) in London. Währenddessen arbeitete sie als Nachrichtenredakteurin und Co-Herausgeberin von The UWO Gazette. Da sie durch die Mehrfachbelastung zu viele Kurse versäumte, bat sie daraufhin das journalistischen Studienprogramm, das ohnehin keinen B.A.-Abschluss ermöglichte, verlassen zu dürfen, und wechselte das Studienfach in Englische Literatur. Dennoch arbeitete sie 1967/69 als Religions-Redakteurin für The Windsor Star.
Joan Barfoot graduierte 1969 mit einem Bachelor of Arts in Englischer Literatur an der University of Western Ontario. Danach arbeitete sie als Reporterin und Redakteurin für Verlage wie Mirror Publications, Toronto, (1969–1973), und der The Toronto Sunday Suns (1973–1975). 1975/1976 nahm sie sich eine Auszeit, um ihren ersten – bis heute unveröffentlichten – Roman zu verfassen. Im Anschluss arbeitete sie für London Free Press (1976–1979).
Schon in Kindheitstagen hätte ein Erlebnis sie zum Schreiben angeregt. Barfoot und ihre Mutter beobachteten von der Küche aus ein Eichhörnchen im Hinterhof. Ihre Mutter sagte Joan, dass sie die Geschichte des Eichhörnchens aufschreiben solle, was sie auch machte. Nachdem ihre Mutter ihr gegenüber diese Geschichte laut vorlas, war Joan erfreut. Sie konnte sich später nicht mehr an die Geschichte erinnern, aber stets an die Freude und Energie, die durch das Kreieren der Geschichte entstanden war. Ein anderes Erlebnis beflügelte sie ebenfalls zum Schreiben. Eine Lehrerin lobte sie eines Tages für ihren Stil und sie solle in Betracht ziehen, ihren Lebensunterhalt eventuell mit dem Schreiben zu verdienen. Jahrzehnte später sollte Barfoot tatsächlich Schriftstellerin sein und jedes Jahr Kurse in Kreativem Schreiben an der Schoof of Journalism an der UWO unterrichten, auch wenn sie nicht vollständig von letzterer Tätigkeit überzeugt ist. Denn sie glaubt daran, dass Schreiben ein komplett privates Vergnügen und Rätsel sein sollte.
1978 erhielt sie für ihren ersten Roman, Abra, den Books in Canada First Novel Award, der ihre literarische Karriere vorantrieb. Abra handelte von einer jungen Mutter, die ihren Mann und ihre beiden Töchter trotz einer vermeintlich glücklichen Ehe verlässt, um alleine in der kanadischen Wildnis zu leben. Alle ihre Romane sind seitdem dadurch gekennzeichnet, dass sie das Leben von Haus- oder Ehefrauen beschreiben, die mit der Ambivalenz ihrer emotionalen Familienverhältnisse zu kämpfen haben und dieses in einer radikalen Abkehr von ihrem bisherigen Dasein zu lösen versuchen. Allerdings hatten manche Kritiker mit der Vorstellung Probleme, dass eine Frau zur Selbstfindung aller Verbindungen mit anderen Menschen abbrechen würde. David Stouck charakterisierte beispielsweise die Studien Barfoots über entfremdete Frauen kurzweg als „klinisch“, während  Victoria Branden die nachvollziehbare Kritik äußerte, dass die Protagonistin ja noch nicht einmal den Dialog zur Natur suchte und somit insgesamt eine recht trockene und kaum überzeugende Naturbeschreibung ablieferte. Im Gegensatz dazu erfreute sich der Roman bei feministischen Literaturkritikerinnen und Schriftstellerinnen einer besonderen Rezeption, die die besondere Verbindung zwischen der kanadischen Wildnis, dem Archetyp der „Pionierfrauen“ und dem „Bildungsroman“ kanadischer Schriftstellerinnen betonten. Der Einfluss dieses Werks sei neben Bear (1976) von Marian Engel und Margaret Atwoods Surfacing (1972) auf jüngere Schriftstellerinnen wie Gail Anderson-Dargatz (The Cure for Death by Lightning, 1996) und Eden Robinson (Monkey Beach, 2000) maßgebend gewesen.
Nach ihrem ersten Roman arbeitete sie weitere 14 Jahre, sprich 1980–1994 für The London Free Press.
Ihr zweiter Roman, Dancing in the Dark, (1982) diente als Drehbuchvorlage für den gleichnamigen Film mit Martha Henry in der Hauptrolle. Diese Adaption gewann drei Genie Awards (Best Art Direction, Best Adapted Screenplay und Best Performance by an Actress in a Leading Role). In diesem Buch geht es um den inneren Genesungsprozess einer Frau, die aus psychologischen Gründen eigentlich unzurechnungsfähig ist und nun im Gefängnis für den Mord an ihrem untreuen Ehemann einsitzt, während sie sich selbst gegenüber Rechenschaft ableistet.
Im internationalen Vergleich wurde Barfoots Werke mit jenen von Anne Tyler, Carol Shields, Margaret Drabble, Fay Weldon und Margaret Atwood auf eine ähnliche Stufe gestellt. Auch betrachtet man sie als Teil des „Southern Ontario Gothic sub-genre“, zu dem neben der bereits genannten Atwood auch so namhafte Autoren wie Alice Munro, Robertson Davies und James Reaney gehören. Für die kanadische Literatur sind ihre Werke thematisch Teil der Neuorientierung in einer fremden Umwelt; dies war „nicht nur zu Zeiten der Entdeckungsliteratur ein fundamentales kanadisches Anliegen; es hat vielmehr über das Topographische hinaus bis in die gegenwärtige Epoche als narratives Modell für die Erforschung des unbekannten Raums zunehmend Bedeutung gewonnen.“ Dazu gehören vergleichsweise klassische Werke wie Rudy Wiebes A discovery of Strangers oder Barry Lopez’ Arctic Dreams, sowie die nicht einer vergleichsweise breiten Öffentlichkeit bekannten Werke, wie beispielsweise Elizabeth Hays The Only Snow oder Joan Barfoots Abra. Darüber hinaus wird Barfoot als Autorin empfunden, die recht gut die Generationsprobleme zwischen alt gewordenen Müttern und ihren Töchtern, die inzwischen Karriere gemacht haben oder in ihren eigenen Beziehungen gescheitert sind, porträtiert hat.
Als 2005 Luck auf der Shortlist des Scotiabank Giller Prize stand, lobte die Jury ihr Werk in den verschiedensten Ausprägungen: „Joan Barfoot is at the peak of her powers with this splendidly realized tragicomedy about a household in the wake of an unexpected death. With its note-perfect narration, mordant wit and wonderfully neurotic cast of characters, Luck shows how death can reveal life in all its absurdity and complexity. This scintillating comedy of manners is also a profound meditation on fate, love, and artifice.“
Die deutsche Übersetzung wurde ähnlich gelobt, da es ein Roman sei „über Eingrenzung und Ausgrenzung, über Selbst-Definitionen und die Positionierung unterschiedlicher Personen gegenüber der Gesellschaft, in der sie leben,“ wobei alle Personen dennoch Ecken, Kanten und Abgründe besitzen würden, die von der Autorin gleichermaßen mit Respekt und Ironie behandelt werden. Die stilistische Vielfalt, der Bilderreichtum und die Leichtigkeit des Erzählens wären bei diesem Roman hervorzuheben.
Die Schriftstellerin ist Mitglied der Writers' Union of Canada, von PEN Canada und lebt heute als freie Schriftstellerin in London, Ontario. Ihre Romane wurden in diverse Sprachen übersetzt und neben dem anglo-amerikanischen Sprachraum in Deutschland, Frankreich, Italien, Dänemark, Norwegen und Schweden veröffentlicht.
1983 weilte sie als kanadische Delegierte bei den ersten internationalen Feministischen Buchtagen in England.

## Werke
Romane
- Abra. 1978. (US-Titel Gaining Ground. The Women's Press Ltd., 1980, ISBN 978-0704338524)
  - Eine Hütte für mich allein. Übersetzung: Uta Gorides. 1981.
- Dancing in the Dark. The Women's Press Ltd., 1982. ISBN 978-0704338951.
  - Tanz im Dunkeln. Übersetzung: Margaret Minker, 1988.
- Duet for Three. The Women's Press Ltd., 1985. ISBN 978-0704339811.
  - Duett für Drei. Übersetzung: Gabriele Kosack, Frauenbuchverlag 1988, ISBN 978-3888971280
- Family News. The Women's Press Ltd., 1989. ISBN 978-0704345553.
  - Family News. Übersetzung: Eva und Thomas Pampuch, 1990.
- Plain Jane. The Women's Press Ltd., 1992. ISBN 978-0704343290.
  - Warten auf Mr. Smith. Übersetzung: Eva und Thomas Pampuch, 1993.
- Charlotte and Claudia Keeping in Touch. The Women's Press Ltd., 1994. ISBN 978-0704344105.
  - Die Frau in der Hecke. Übersetzung: Eva und Thomas Pampuch, 1995.
- Some Things About Flying. The Women's Press Ltd., 1997. ISBN 978-0704345492.
  - Vom Fliegen und anderen Dingen. Übersetzung: Eva und Thomas Pampuch, 1998.[31]
- Getting over Edgar. The Women's Press Ltd., 1999. ISBN 978-0704346260.
  - Als er sie verließ. Übersetzung: Eva und Thomas Pampuch, 2000.[32]
- Critical Injuries. 2001.
- Luck. Knopf Canada, 2005. ISBN 978-0676977004.
  - Glück. Aus dem Englischen von Gesine Strempel, Atrium Verlag. Zürich 2007.
- Exit Lines. Vintage Canada 2008. ISBN 978-0307397065.[33]

Herausgeberschaft
- A Time Apart: Letters of Love and War. Owen Sound, Ontario 1995. (Briefwechsel (1941–1945) zwischen Norah Egener, einer Hausfrau aus Owen Sound, und ihrem Ehemann Fred, der in Übersee stationiert war)

## Preise und Nominierungen
- 1978: Books in Canada First Novel Award, für Abra
- 1992: Marian Engel Award
- 1999: Nominierung, Award Guardian's Books of the Year für Getting Over Edgar
- 2001: Shortlist, Trillium Book Award, für Critical Injuries
- 2002: Longlist, Man Booker Prize, für Critical Injuries
- 2005: Shortlist, Scotiabank Giller Prize, für Luck
- 2005: Huron University College medal of distinction